# Kandry
Kandry (russisch Кандры́; baschkirisch Ҡандра) ist ein Dorf (selo) in der Republik Baschkortostan in Russland mit 10.885 Einwohnern (Stand 14. Oktober 2010).

## Geographie
Der Ort liegt etwa 120 km Luftlinie westsüdwestlich der Republikhauptstadt Ufa am Bolschoi Nugusch (Großer Nugusch), dem linken Quellfluss des Nugusch, der über den Ussen dem Ik zufließt. Einige Kilometer südlich von Kandry liegt der Kandrykul, der mit 15,6 km² zweitgrößte See Baschkortostans.
Kandry gehört zum Rajon Tuimasinski und befindet sich etwa 25 km ostsüdöstlich von dessen Verwaltungszentrum Tuimasy. Das Dorf ist Sitz der Landgemeinde (selskoje posselenije) Kandrinski selsowet, zu der außerdem die Dörfer Alexandrowka (6 km westlich), Jermuchametowo (5 km nordöstlich), Kandry-Kutui (4 km südlich), Karan-Jelga (10 km nordöstlich), Nischnjaja Karan-Jelga (8 km nordöstlich), Nur (7 km westnordwestlich), Perwomaiskoje (7 km westsüdwestlich) und Staryje Kandry (3 km westlich) gehören. Etwa die Hälfte der Einwohner sind Baschkiren, ein knappes Drittel Tataren.

## Geschichte
Der Ort geht auf ein 1745 unter dem Namen Kandry-Aminewo gegründetes Dorf zurück, das heutige Staryje Kandry („Alt-Kandry“). Einen ersten Aufschwung nahm das unbedeutende Dorf mit dem Eisenbahnbau ab 1910, als dort die Strecke Simbirsk (heute Uljanowsk) – Tschischmy (– Ufa) vorbeigeführt und die Station Kandry errichtet wurde. Die Gesamtstrecke ging 1916 in Betrieb. Bis Anfang der 1930er-Jahre wuchs die Einwohnerzahl der Stationssiedlung auf fast 2000, und am 20. März 1937 wurde sie Verwaltungssitz des neu geschaffenen Kandrinski rajon.
Nach der Entdeckung von Erdölvorkommen in dem Gebiet Ende der 1940er-Jahre erhielt Kandry am 21. Februar 1952  den Status einer Siedlung städtischen Typs. Am 4. Juli 1956 wurde der Kandrinski rajon aufgelöst und wieder in den Tuimasinski rajon eingegliedert. Seit der Verwaltungsreform 2004 ist Kandry wieder Dorf.

### Bevölkerungsentwicklung
| Jahr | Einwohner |
| ---- | --------- |
| 1959 | 3.065     |
| 1959 | 8.362     |
| 1970 | 7.782     |
| 1979 | 8.426     |
| 1989 | 10.740    |
| 2002 | 12.077    |
| 2010 | 10.885    |

Anmerkung: Volkszählungsdaten

## Verkehr
Kandry liegt bei Kilometer 1374 (ab Moskau) der auf diesem Abschnitt seit 1971 elektrifizierten Eisenbahnstrecke Uljanowsk – Tschischmy (– Ufa).
Südlich wird das Dorf von der föderalen Fernstraße M5 Moskau – Samara – Ufa – Tscheljabinsk (zugleich Europastraße 30) umgangen. Von dieser abzweigend verläuft die Regionalstraße 80N-035 durch den Ort und weiter zur 80K-002 Belebei – Tuimasy – Bakaly beim nördlich benachbarten Rajonzentrum Scharan.